# 蔡申瓯
蔡申瓯（1963年10月11日—2017年10月21日），浙江温州人，中国物理数学家。

## 生平
1980年浙江省高考状元进入北京大学物理系。 1994年获西北大学博士学位。 1989-1997年在洛斯阿拉莫斯国家实验室从事论文及博士后研究。1999年在北卡罗来纳州立大学任副教授。2000年在纽约大学 科朗数学研究所 任副教授。 2010年以纽约大学正教授身份回国加盟上海交通大学数学系，任长江学者特聘教授。曾兼任上海交通大学致远学院講習教授及自然科学研究院院长。

## 外部連結
- 蔡申瓯：“千人计划”只是前奏 中国还要把西方大学引进来 （页面存档备份，存于）
- 蔡申瓯教授在2011年上海交大开学典礼上的发言 （页面存档备份，存于）
- 蔡申瓯：好教与好学
- 致远学院教学指导委员会副主任蔡申瓯教授获得2012年校长奖
- Forever Missed Shenou David Cai 1963 - 2017 （页面存档备份，存于）
- 鄂维南：纪念帮助中国应用数学发展的蔡申瓯教授 （页面存档备份，存于）
- 马红孺：天堂和地狱 （页面存档备份，存于）
- 千人计划特聘专家蔡申瓯被追授鹿城骄傲 （页面存档备份，存于）